# Deutsche Kommission Justitia et Pax
Die Deutsche Kommission Justitia et Pax ist seit 1967 ein zentrales Beratungsgremium der römisch-katholischen Kirche in Deutschland. Sie ist für Fragen der internationalen Verantwortung zuständig.

## Teilnehmer und Trägerschaft
Träger der Kommission sind die Deutsche Bischofskonferenz und das Zentralkomitee der deutschen Katholiken. Neben leitenden Vertretern dieser Gremien gehören der Kommission auch Mitarbeiter des Katholischen Büros sowie weiterer katholischen Organisationen, Hilfswerke und Experten für internationale Politik an.

## Aufgaben
Die Kommission bemüht sich um eine Vernetzung der römisch-katholischen Akteure, die sich mit internationalen Fragen befassen.
Zu diesem Zweck erarbeitet sie kirchliche Beiträge für die Gestaltung der Entwicklungs-, Friedens- und Menschenrechtspolitik Deutschlands auf der Grundlage von kirchlicher Sozial- und Friedenslehre und der Erfahrungen katholischer Organisationen in der internationalen Zusammenarbeit.
Sie steht im Dialog mit Parlament, Regierung, Parteien und gesellschaftlichen Kräften zu den Fragen der genannten Bereiche und erarbeitet Konzepte für die kirchlichen Bemühungen in diesen Arbeitsfeldern.

## Vorstand
Seit dem Oktober 2024 ist der Paderborner Erzbischof Udo Bentz Vorsitzender der Kommission; er löst den Bischof von Hildesheim, Heiner Wilmer SCJ, ab, der die Kommission seit 2019 geleitet hatte. Stellvertretende Vorsitzende sind der Generalsekretär des Zentralkomitees der deutschen Katholiken, Marc Frings, und die Geschäftsführerin von Agiamondo, Claudia Lücking-Michel. Zum Vorstand gehören weiter der Hauptgeschäftsführer von Misereor, Andreas Frick, der Hauptgeschäftsführer von Renovabis, Thomas Schwartz, sowie der Leiter  des  Bereichs  Weltkirche  und  Migration  im  Sekretariat  der Deutschen  Bischofskonferenz, Ulrich Pöner.

## Mitglieder (Auswahl)
- Thomas Andonie, Bundesvorsitzender des Bundes der deutschen katholischen Jugend (BDKJ)
- Reinhold Bartmann, Leiter des Katholischen Militärbischofsamtes
- Agnesita Dobler OSF, Generalsekretärin der Deutschen Ordensobernkonferenz
- Karl Jüsten, Leiter des Kommissariates der deutschen Bischöfe/Katholisches Büro in Berlin
- Christian Hartl, Hauptgeschäftsführer von Renovabis
- Michael Heinz SVD, Hauptgeschäftsführer von ADVENIAT
- Christine Hoffmann, Generalsekretärin von Pax Christi
- Oliver Müller, Leiter von Caritas International
- Heiner Bielefeldt, Friedrich-Alexander-Universität Erlangen-Nürnberg
- Martin Bröckelmann-Simon, Geschäftsführer von Misereor
- Markus Demele, Generalsekretär von Kolping International
- Albert Hecht, Gemeinschaft Katholischer Soldaten (GKS)
- Barbara Hendricks MdB
- Heinz-Gerhard Justenhoven, Leiter des Instituts für Theologie und Frieden, Hamburg
- Andreas Lob-Hüdepohl, Katholische Hochschule für Sozialwesen Berlin
- Anja Middelbeck-Varwick, Goethe-Universität Frankfurt, Fachbereich Katholische Theologie
- Nicole Podlinski, 2. Vorsitzende der Katholischen Landvolkbewegung Deutschlands (KLB)
- Thomas Maria Renz, Weihbischof Diözese Rottenburg-Stuttgart
- Stephan Rixen,  Universität Bayreuth, Lehrstuhl für öffentliches Recht I
- Beate Rudolf, Direktorin des Deutschen Instituts für Menschenrechte
- Heinz-Günter Stobbe, Universität Siegen
- Johannes Wallacher, Hochschule für Philosophie, München
- Agnes Wuckelt, stellvertretende Bundesvorsitzende der Katholischen Frauengemeinschaft Deutschlands (kfd)